# Břežanské údolí

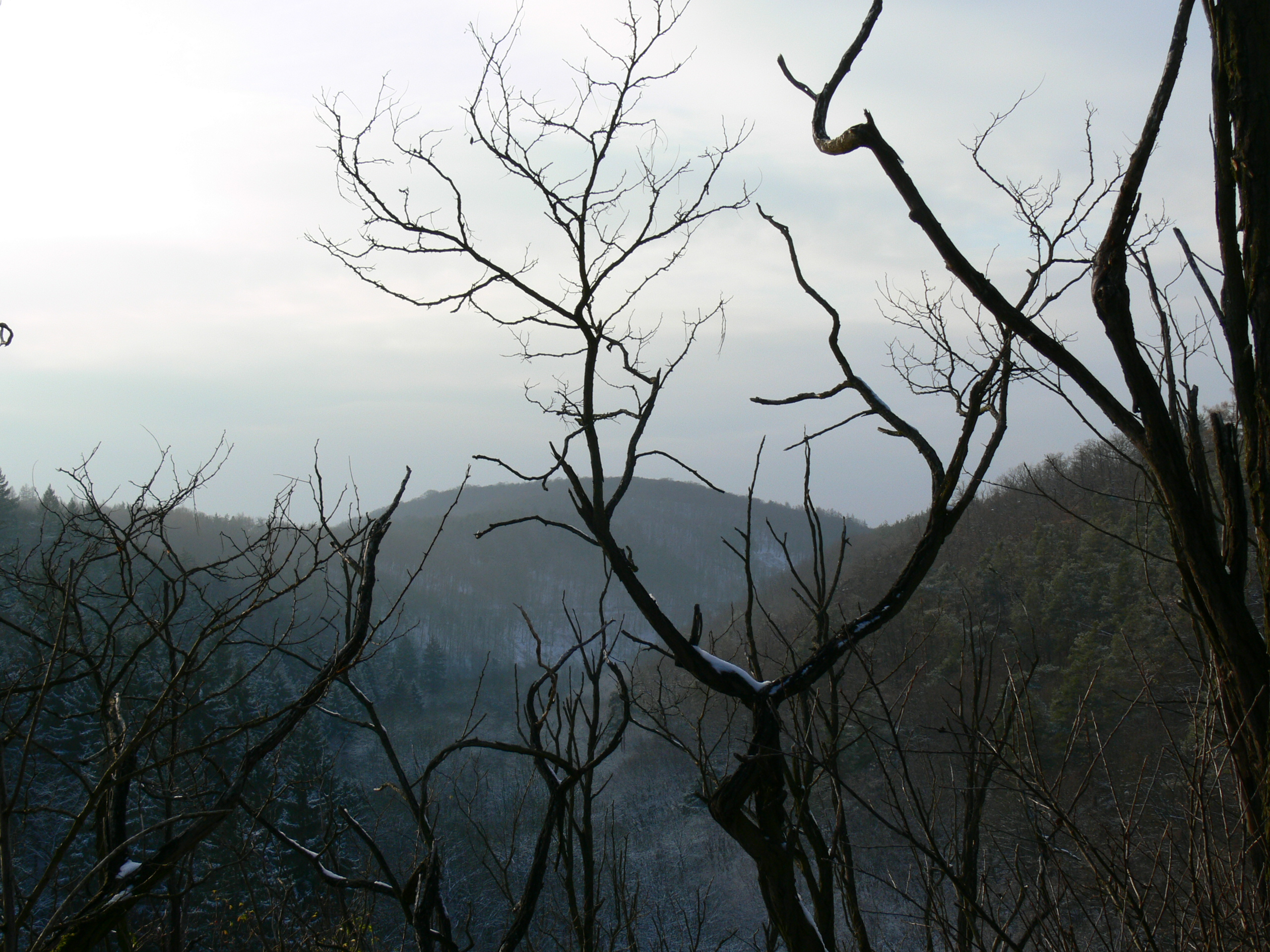
Pohled k vrchu Hradiště

Břežanské údolí se nachází na jižním okraji Prahy. Protéká jím Břežanský potok, který je pravostranným přítokem Vltavy a své vody sbírá v plochém okolí Dolních Břežan. Údolí začíná u hráze Mlynářského rybníka v Dolních Břežanech a končí při ústí Břežanského potoka do Vltavy nedaleko mostu Závodu míru ve Zbraslavi. Údolí je asi 4 km dlouhé, převýšení je asi 130 m.
Vodní tok kopíruje silnice č. II/101. Ve své dolní polovině údolí tvoří hranici mezi Středočeským krajem a Hlavním městem Prahou.
V západní části údolí rozděluje prostor bývalého keltského oppida Závist, které se nacházelo na přilehlých vrších Hradiště a Šance. Tento prostor je významným archeologickým nalezištěm a je chráněn jako národní kulturní památka.

## Geologie
Jedná se o typ říčního údolí, které ve čtvrtohorách vyhloubil Břežanský potok v usazených horninách, které pocházejí z období starohor a starších prvohor. Údolí má proto typický profil ve tvaru písmene V a příkré svahy. Na povrch zde vystupují četné skály. Území je tvořeno břidlicemi, pískovci a křemenci.
V západní části údolí prochází tzv. závistský přesmyk, významný tektonický zlom, který vznikl při variském vrásnění. Zlom prochází ve směru JZ–SV a pokračuje do Modřanské rokle. Pohyby zemské kůry způsobily, že se od jihovýchodu nasunuly starší horniny z období starohor na mladší prvohorní horniny. Starohorní usazeniny tvoří většinu území Břežanského údolí. Patří k tzv. davelskému souvrství a jsou významným nalezištěm předprvohorní mikroflóry.
Prvohorní usazeniny pocházejí z období ordoviku. Jsou součástí tzv. letenského souvrství, které nejviditelněji vystupuje na povrch u silnice ze Zbraslavi do Komořan. Odkryv je chráněn jako přírodní památka U Závisti.

## Příroda

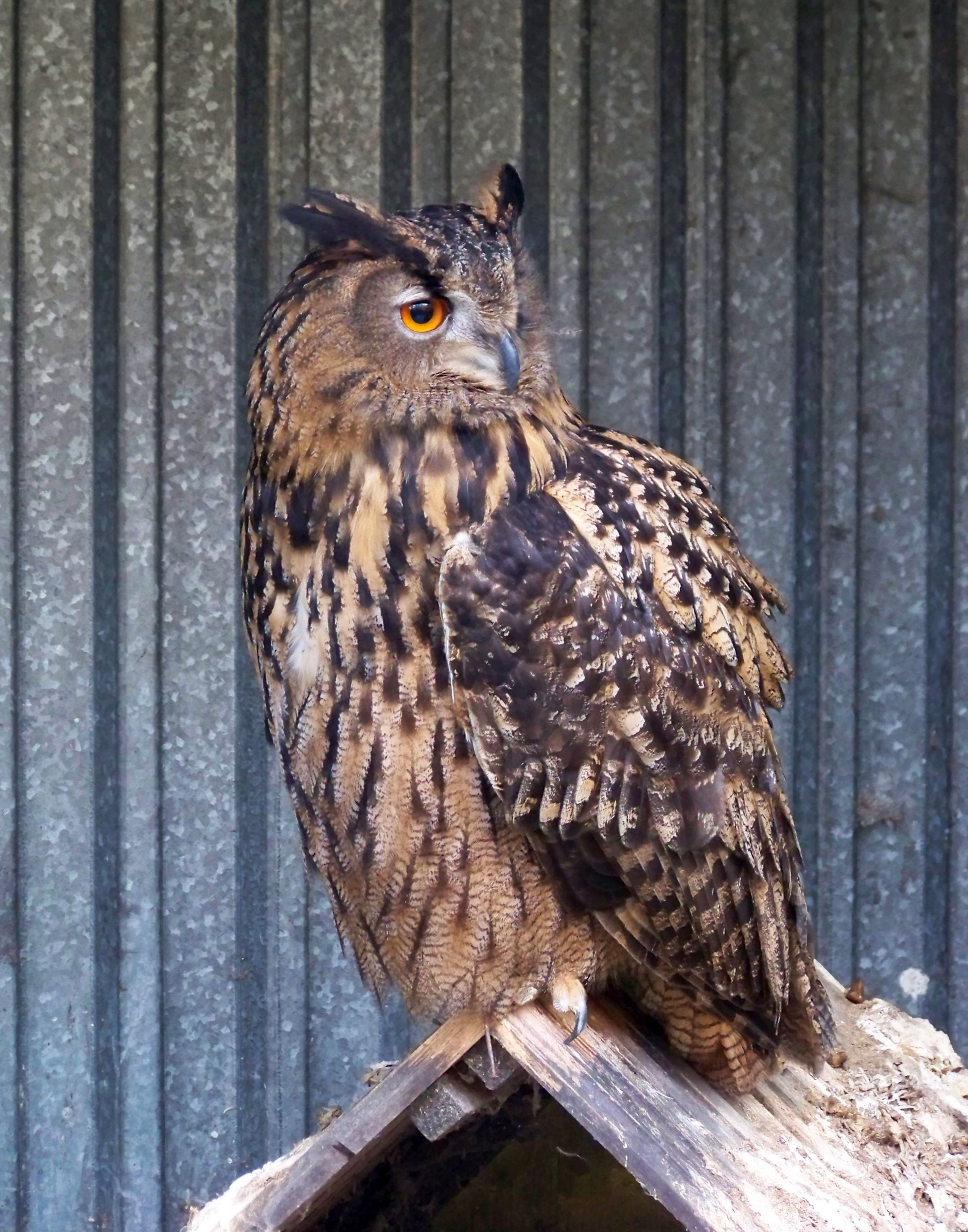
Výr velký v zookoutku

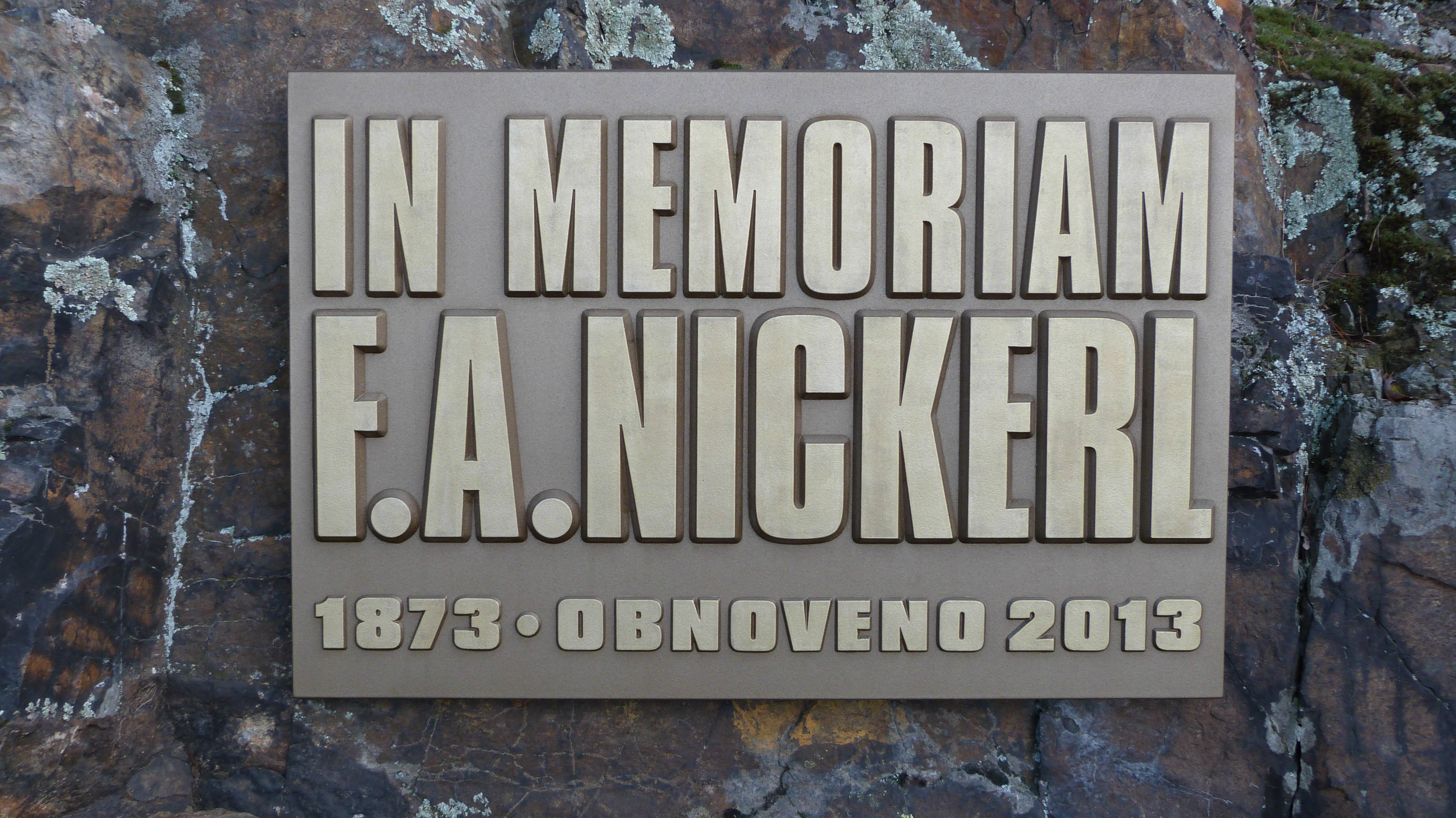
Obnovená Nickerlova deska

Svahy údolí jsou převážně pokryty smíšenými lesy. Na jižních svazích se nacházejí přirozené teplomilné doubravy a skalní stepi. Území v prostoru okolo městské části Točná je chráněno jako přírodní rezervace Šance. Jižně od vrchu Hradiště se též nachází přírodní památka Břežanské údolí.
Břežanské údolí je evropsky významnou lokalitou v rámci sítě Natura 2000 se stejnojmenným názvem. Kromě samotného údolí do této lokality patří i prostor hradiště Závist po obou stranách údolí a také souběžné Károvské údolí. Prioritním chráněným druhem je motýl přástevník kostivalový (Callimorpha quadripunctaria).
V polovině 19. století na Šancích prováděl výzkumy entomolog František Antonín Nickerl, který zde mimo jiné objevil hnědáska černýšového (Melitaea aurelia). Na jeho počest je na skále umístěna kovová deska s nápisem IN MEMORIAM F. A. NICKERL a letopočtem 1873. Obnovena byla v roce 2013 při příležitosti 200. výročí Nickerlova narození.

## Další zajímavosti
- V údolí se nachází zookoutek.
- Poblíž zookoutku byl instalován pomník Vítězslava Hálka.
- K Hálkovu pomníku vede zelená turistická značená trasa 3129 z Malé Chuchle.